# Cerro Veronese
Cerro Veronese (velenceiül El Sèro) település Olaszországban, Veneto régióban, Verona megyében. Lakosainak száma 2622 fő (2023. január 1.). Cerro Veronese Bosco Chiesanuova, Grezzana és Rovere Veronese községekkel határos.

## Népesség
A település népességének változása:
| Lakosok száma | 2461 | 2463 | 2622 |
|               | 2017 | 2018 | 2023 |